# Und wir sind nicht die Einzigen
Und wir sind nicht die Einzigen este un film documentar din 2011 care prezintă un scandal sexual de la Școala Odenwald, el fiind produs de postul german ARD.

## Acțiune
Filmul începe cu prezentarea drumului asfaltat șerpuit ce urcă pe lângă case rusticale și podgorii spre școală. Școala se compune din 16 clădiri care se află amplasate pe două dealuri împădurite. La școală se aflau peste 130 de elevi, care au fost speciali aleși pentru această școală cu renume. 
Cazurile de abuzuri sexuale din școală au fost semnalate din primăvara anului 2010, cazurile cele mai frecvente de abuzuri având loc între anii 1965 - 1985. În această perioadă directorul școlii ca și unii dascăli au abuzat sexual de copii care aveau vârsta între 12 și 15 ani. Se presupune că cel puțin de 132 de copii din internat s-a abuzat sexual. Revista Spiegel care a scris despre aceste lucruri, anunță că postul de televiziune WDR, a început să toarne de asemenea un film cu această temă, rolurile principale vor fi jucate de Julia Jentsch și Ulrich Tukur. 
În continuare sunt prezentate o cale ferată în miniatură, cu căsuțe împodobite cu mușcate, sau spălătoria cu alte anexe administrative. Pistorius, un pedagog necalificat care este foarte popular între copii, este prezentat în pat, unde joacă cu unii copii dezbrăcați, jocuri obscene. Filmul documentar prezintă și consumul de stupefiante în afară de decadența din școală, ca și discrepanța dintre mit și realitate.